# Elewacja (kult świętych)
Elewacja (łac. elevatio) –  podniesienie relikwii w celu umieszczenia ich w godniejszym miejscu.
Jednym z elementów oddawania czci Słudze Bożemu jest przeniesienie jego szczątków i złożenie ich na podwyższeniu w obrębie kościoła. Za wyróżnienie uchodził pochówek w obrębie świątyni. Do zwyczaju należało grzebanie pod posadzką na znak pokory by wchodzący deptali po nich, zaś sama elewacja wiązała się z wyniesieniem ponad poziom ziemi. Obrzęd ten pojawił się już w V wieku, ale od VII wieku ceremonia odbywała się z inicjatywy biskupów i uczestniczyli  w niej także biskupi sąsiednich diecezji wraz z wiernymi.
Za sprawą synodów starano się skodyfikować elewacje dokonywane przez biskupów przez zobligowanie ich do sprawdzenia świętości Sługi Bożego i cudów potwierdzających jego świętość. W 815 roku na zjeździe w Moguncji wnioskowano by w procesie weryfikacji zasięgać też opinii księcia, a obrzędu dokonywać po zyskaniu akceptacji synodu. Mimo iż ustalenia nie były zawsze rygorystycznie przestrzegane to liczba elewacji dokonywanych w latach 751-1000 spadła.
W obrzędzie tym historycy upatrują proweniencji kanonizacji, gdyż nadawał publicznego charakteru kultowi.